# Пурпурная дива
«Пурпурная дива» — итальянский художественный фильм 2000 года, драма с элементами эротики. Первый полнометражный фильм, где Азия Ардженто выступила полностью в качестве режиссёра (до этого она сняла несколько короткометражек, а также принимала участие в съёмках фильмов с несколькими режиссёрами). Она же написала сценарий и исполнила в картине главную роль. «Пурпурную диву» можно считать первым самостоятельным проектом Азии Ардженто. Фильм во многом автобиографичен. Фильм предназначен для лиц, достигших 18 лет.

## Сюжет
Главная героиня — кинозвезда Анна Батиста. Она очень известна, поклонники и пресса называют её пурпурной дивой. Ей лишь двадцать четыре года, но она успела добиться многого. Анна уже знает, что такое успех и что такое одиночество. Её жизнь представляет собой калейдоскоп городов, тусовок и новых любовников. Анна употребляет множество наркотиков, ведёт безудержную сексуальную жизнь. Она привыкла получать всё. Но однажды Анна по-настоящему влюбляется. Объект её любви не отвечает Анне взаимностью, что приносит в жизнь девушки страдания.

## В ролях
- Азия Ардженто — Анна Баттиста
- Жан Шепард — Кирк Вайнес
- Герберт Фритш — Аарон Ульрих
- Франческа д’Алоя — Маргарита
- Вера Джемма — Вероника Ланса
- Дария Николоди — Мать Анны
- Селен — Квелу